# Dewoitine D.510
Il Dewoitine D.510 era un aereo da caccia che venne progettato dall'ingegnere francese Émile Dewoitine a metà degli anni trenta e venne costruito in 120 esemplari dalla SAF (Avions Dewoitine). Rimase in servizio fino al 1941, servendo nell'aeronautica militare francese e nelle forze aeree di diversi paesi stranieri, partecipando in particolare alla guerra civile spagnola al fianco delle forze repubblicane.
Derivato dai precedenti Dewoitine D.500 e 501, fu a sua volta alla base del successivo sviluppo che, in concomitanza con l'inizio della seconda guerra mondiale, sarebbe culminato nel Dewoitine D.520.

## Storia del progetto
Nel corso del 1928, in seguito al completo fallimento del programma relativo al caccia intercettore leggero designato "Jockey", il Ministère de l'Air decise di sottoporre ai costruttori una nuova specifica, designata C-1 (chasseur monoplace), relativa ad un velivolo da caccia le cui consegne dovevano iniziare nel 1930.
La specifica prevedeva un velivolo dotato di ottima visibilità specialmente in avanti, serbatoi autostagnati e sganciabili, impianto radio e di erogazione dell'ossigeno, cellula con coefficiente di robustezza pari a 16, facilità di manutenzione (smontaggio, ispezionabilità e sostituzione dei componenti), velocità massima di 327 km/h a 3 500 m e un armamento comprendente due mitragliatrici Vickers calibro 7,7 mm costruite su licenza dalla Manufacture d'Armes de Châtellerault (MAC). Una modifica successiva della specifica, dovuta all'apparizione di propulsori dotati di compressore, portava la velocità massima richiesta a 350 km/h a 4 000 m. Con tale aereo si dovevano sostituire presso i reparti da caccia gli ormai obsoleti Nieuport-Delage NiD.62, Loire-Gourdou Leseurre GL.32 e Wibault 7.
In risposta alla specifica C-1 presentarono le loro proposte quasi tutti i costruttori aeronautici francesi: per dieci di questi fu autorizzata la produzione di prototipi da sottoporre ai collaudi. Tutti i velivoli presentati erano caratterizzati dall'impiego esclusivo, o quantomeno prevalente, di materiali metallici per la realizzazione della struttura.
Tra il 1932 e il 1933 il Centre d'Essais en Vol di Vélizy-Villacoublay ricevette i differenti prototipi partecipanti al concorso. Si trattava del biplano Blériot-SPAD S.510 (in seguito costruito in una serie limitata), del Loire 43 (anch'esso costruito in piccola serie sotto la designazione Loire 45 CI), dell'Hanriot H-110, dell'ANF Les Mureaux 170, del Gourdou-Leseurre GL-482, del Dewoitine D.560 (con ala a parasole), del Nieuport-Delage NiD-122, del Bernard 260, del Morane-Saulnier MS.325, del Wibault 313 e del Dewoitine D.500 (ad ala bassa).
Il prototipo Dewoitine D.500.01, progettato dall'ingegner Émile Dewoitine, fu ordinato (contratto n° 661/1) il 7 marzo 1932. La realizzazione dell'aereo avvenne presso l'officina "Pasteur", mentre l'assemblaggio finale in un hangar dell'aeroporto di Francazal, nei sobborghi di Tolosa. Il prototipo volò per la prima volta a Francanzal il 18 giugno 1932, nelle mani del pilota collaudatore Marcel Doret. Nel mese di ottobre l'aereo venne inviato presso il Service Technique de l'Aéronautique (STAé) per effettuare i collaudi ufficiali con i piloti de Fonds-Lamothe e Jacques Lecarme. Durante i collaudi il velivolo fece registrare una velocità massima di 372 km/h a 4 750 m.
Nel maggio 1933 l'aereo venne consegnato al Groupe des Avions Nouveaux (G.A.N.), un organismo militare incaricato di effettuare i collaudi di utilizzo e di durata dei nuovi velivoli. Nel mese di luglio il prototipo effettuò le prove di tiro a Cazaux. L'aereo era dotato di un motore Hispano-Suiza 12Xbrs (designazione di fabbrica HS-72) che erogava 500 CV a 4 000 m. Dopo poco tempo ricevette il definitivo propulsore Hispano-Suiza 12Xbrs da 650 CV al livello del mare e 710 CV alla quota di ristabilimento. Le prestazioni ufficiali furono stabilite a Villacoublay nel dicembre 1932, con l'aereo equipaggiato con motore Hispano-Suiza 12Xbrs, dotato di compressore e riduttore, azionante un'elica bipala metallica Reed-Levasseur del diametro di 3,10 m, in seguito sostituita da una Chauviére. Nell'eventualità di ottenere ordini di esportazione, il prototipo, con immatricolazione civile F-AKCK, fu presentato in volo a numerose missioni straniere, terminando la sua carriera per un incidente a Francazal, il 12 ottobre 1934.
All'inizio del 1934 la cellula di produzione del D.500 n° 48 venne dotata del più potente propulsore Hispano-Suiza 12Ycrs da 860 hp a 3 600 m, azionante un'elica tripala metallica Ratier 1239 a passo variabile a terra. Il velivolo, ribattezzato D.510, volò per la prima volta il 14 agosto 1934 nelle mani del collaudatore Marcel Doret, raggiungendo la velocità di 402,5 km/h. Il velivolo fu consegnato al CEMA, per i collaudi di rito, l'8 settembre 1934. Al suo ritorno a Francazal l'aereo ricevette alcune modifiche: superficie verticale di coda ingrandita, carrello di atterraggio Messier (al posto del Charles), capacità carburante portata a 345 l, smorzatori di vibrazioni Repusseau, radio OTC 31 e radiatore di raffreddamento maggiorato. Il velivolo ricevette l'immatricolazione civile F-AODZ e fu presentato a numerose missioni estere, alla ricerca di ordini per l'esportazione. Al suo ritorno in seno all'Armée de l'Air l'aereo venne designato D.510.01 e poi trasformato nel prototipo Dewoitine D.514. Nel maggio 1935, per compensare la vendita alla Lituania di 20 caccia D.501, lo Stato Maggiore dell'Armée de l'Air ordinò alla Lioré et Olivier 25 caccia D.510, inserendoli nel Plan I. Nel maggio 1936 un nuovo contratto portò l'ordine a 32 esemplari.

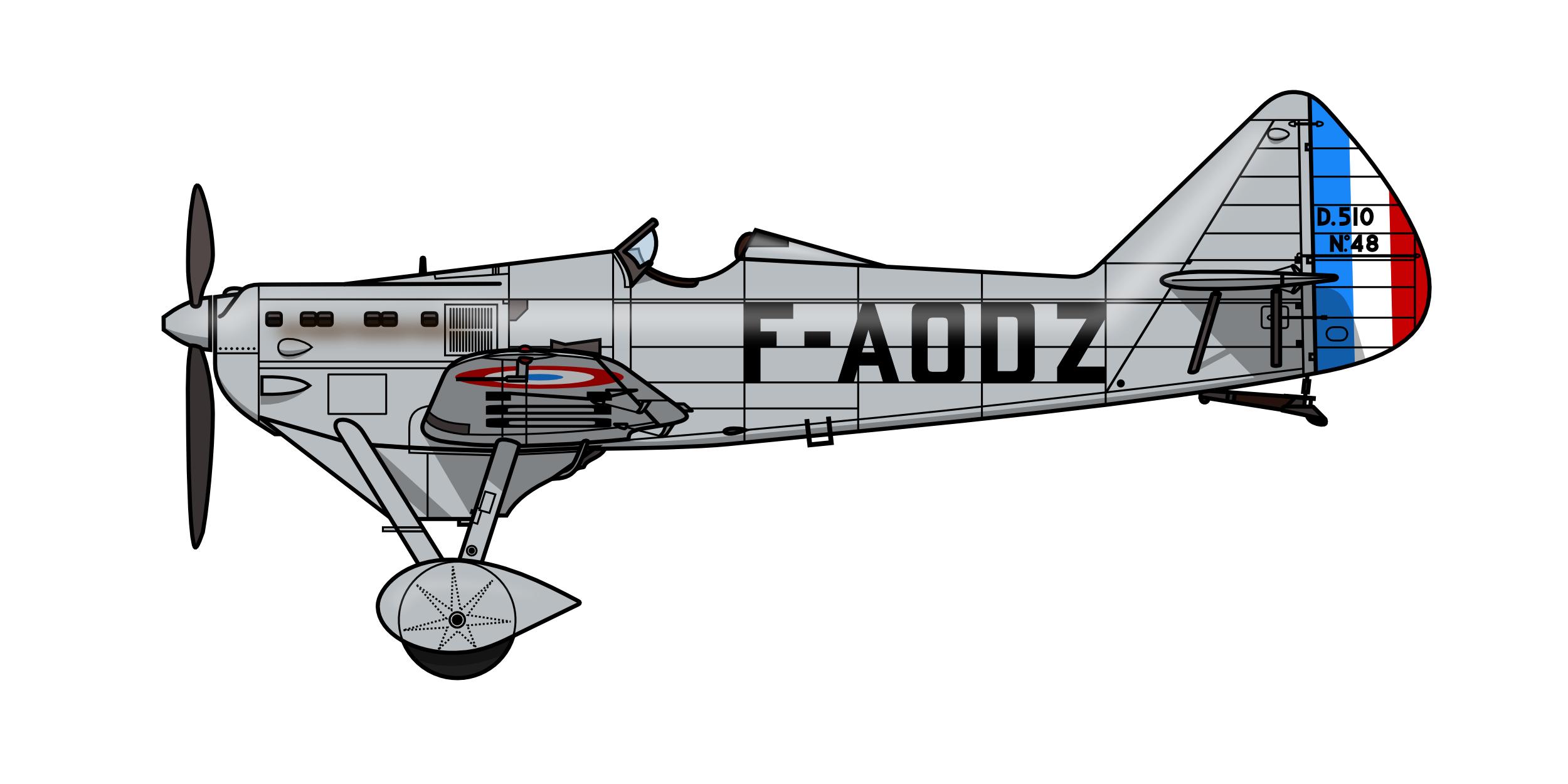
Profilo del Dewoitine D.510 numero 48. Questo aereo, nato come il Dewoitine D.500 numero 48, venne poi modificato divenendo uno dei prototipi del D.510. Nel 1935, dopo la fine dei collaudi ufficiali, venne prestato alla SAF Dewoitine e compì alcune dimostrazioni di volo all'estero con una matricola civile (F-AODZ). Divenne poi il prototipo del D.514.

Il primo velivolo di serie volò per la prima volta il 9 ottobre 1936, nelle mani del collaudatore Jean Doumerc, facendo registrare una velocità massima di 385 km/h a 5 000 m. Tutti i trentadue aerei furono consegnati tra l'ottobre ed il dicembre dello stesso anno. Il 29 ottobre 1936 furono ordinati alla Lioré et Olivier ulteriori 30 esemplari (di cui 6 ordinati dalla Cina), dotati di impianto di radiotelefonia Thomson-Ducretet Type 53. In seguito all'approvazione della legge dell'11 agosto 1936 che prevedeva la nazionalizzazione degli stabilimenti aeronautici, gli stabilimenti Lioré et Olivier di Argenteuil furono incorporati nella SNCASE (Société Nationale de Constructions Aéronautique du Sud-Est) il 20 febbraio 1937, mentre quelli della SAF vennero inglobati nella SNCAM (Société Nationale de Constructions Aéronautique du Midi). La SNCASE ricevette un ordine, emesso nel dicembre 1936, che prevedeva la costruzione di ulteriori 50 D.510 (n/c da 307 a 356). La produzione in serie del caccia MS.406 permise l'esportazione di ulteriori 18 esemplari destinati alla Cina. Tutti gli aerei costruiti disponevano della radio OTC 31 di serie.

## Tecnica

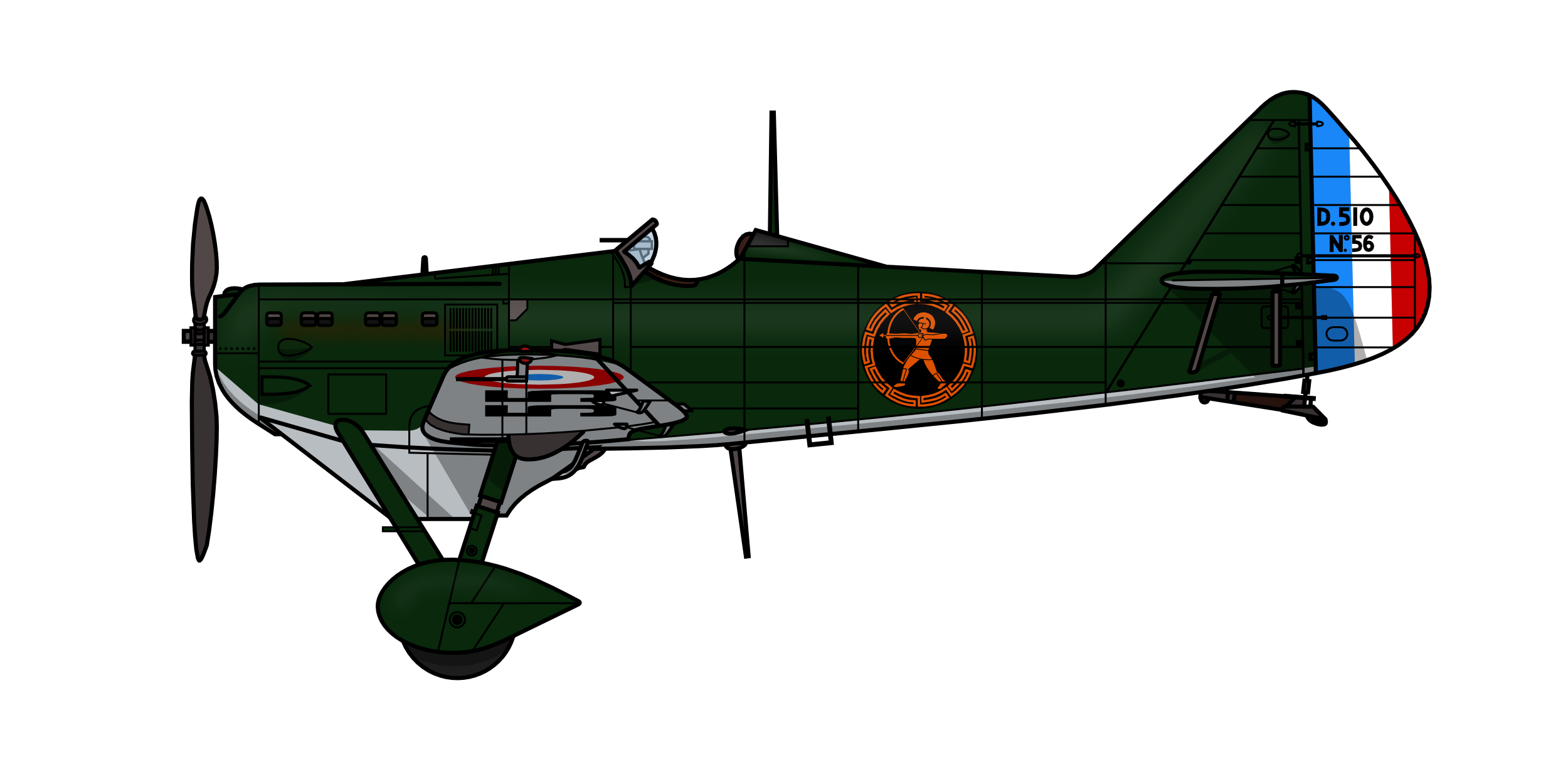
Profilo del Dewoitine D.510 numero 56 (R-055). L'aereo, costruito come uno dei prototipi del D.510, venne poi modificato ricevendo il carrello, i piani di coda e l'armamento alare MAC degli esemplari di serie ed entrò in servizio con la 1ª Escadrille del GC I/1 della 1ª Escadre de Chasse.

Il caccia D.510 era una macchina dotata di caratteristiche moderne, monoplano, monoposto, a carrello fisso, di costruzione quasi interamente metallica. L'ala monolongherone a sbalzo era costruita in tre tronchi con pianta trapezoidale ed estremità ellittiche, attaccata alla fusoliera in quattro punti. Lo spessore dell'ala era decrescente dalla radice alle estremità. Gli alettoni, rivestiti in tela, occupavano tutto il bordo d'uscita, sino all'intaglio realizzato per migliorare la visibilità del pilota verso il basso. Il rivestimento lavorante era in duralluminio, ed all'interno dell'ala erano contenuti i due principali serbatoi di carburante, caratterizzati dalla particolarità di poter essere sganciati in caso di incendio.
La fusoliera era a sezione ovale, del tipo a semiguscio, dotata di rivestimento in duralluminio. La deriva era unita alla fusoliera per chiodatura. Lo stabilizzatore monolongherone, controventato, era ad incidenza variabile in volo. Il carrello di atterraggio era triciclo posteriore fisso, dotato di elementi indipendenti con carreggiata di 3,774 m, formati da tripodi il cui braccio principale ospitava l'ammortizzatore oleopneumatico Messier. Le ruote principali erano dotate di carenature a goccia, mentre all'estremità posteriore vi era un pattino metallico.
Monoposto ad abitacolo aperto, posizionato al centro della fusoliera. Nella parte anteriore vi erano i tubi di scarico del propulsore
Il propulsore era un motore in linea HS 12Ycsr a 12 cilindri a V, raffreddati a liquido, eroganti la potenza di 890 hp e azionante un'elica tripala metallica Ratier 1239. Il radiatore di raffreddamento era posizionato tra le gambe del carrello di atterraggio.
L'armamento comprendeva un cannone Hispano-Suiza HS.9 da 20 mm installato tra i banchi cilindri del propulsore, con 60 colpi, e due mitragliatrici MAC 1934 da 7,5 mm, con 300 colpi per arma, installate in apposite gondole nelle ali, sparanti al di fuori del disco dell'elica.

## Impiego operativo
Nel 1936 apparve il caccia D.510 che divenne a quel punto la macchina di punta della caccia francese. I primi esemplari entrarono in servizio presso la 6ª Escadre de Chasse di Chartres nel giugno 1938, costituendo allora il materiale più moderno a disposizione dell'Armé de l'Air.
Ad essi seguirono i seguenti reparti:
- 1ª Escadre de Chasse

GC I/1 a Ètampes
GC II/1 a Ètampes
Il 15 giugno 1938 l'Armée de l'Air disponeva di 67 caccia D.510, ripartiti tra le Escadre de Chasse 1 e 8, e il 5° Groupe de Chasse Autonome basato a Sidi-Ahmed, in Tunisia. All'inizio della guerra i D.510 risultavano ancora operativi nei Groupes de Chasse GC I/1 (Chantilly), GC II/1 e GC I/8, oltre che con alcune Escadrille Régionales de Chasse e Escadrille (Légères) de Defense. Due Escadrilles Régionale de Chasse erano a in Marocco, formate tra il settembre e l'ottobre del 1939, mentre l'Aéronautique Navale creò due Escadrilles de Chasse (AC3 ed AC4) nel dicembre 1939 e nel maggio 1940.
Nel Marocco una Escadrille de Chasse su D.510 (ERC.571) venne attivata nel novembre 1939, ma a questi aerei mancava il cannone. Nell'Africa del Nord nel maggio del 1940 l'Escadrille ERC.571 si unì all'ERC.573 e formò il Groupe de Chasse GC III/4. Questo Groupe de Chasse, assieme al gemello GC III/5, disponeva anche di qualche D.500/501. Al 10 maggio 1940 gli esemplari a disposizione, compresi quelli fuori servizio, erano 47 D.510.
Il Groupe de Chasse GC III/4 fu sciolto a Meknes il 25 agosto 1940. A Dakar un Groupe de Chasse, designato GC I/6, rimase in servizio finché gli aerei non furono sostituiti dai caccia Curtiss H-75 Hawk alla fine del 1941.
Il caccia D.510 ottenne un discreto successo di esportazione, venendo venduto in Cina, Gran Bretagna, Giappone, Spagna, Turchia e URSS.

### Cina
A partire dal 7 luglio 1937 la Chung-Hua Min-Kuo K'ung-Chün fu pesantemente impegnata contro le forze aeree giapponesi e, alla disperata ricerca di ogni tipo di aerei da combattimento, si rivolse alla Francia. In un primo tempo il governo nazionalista cinese ordinò, tramite la Banca d'Indocina, una ventina di caccia D.500 armati con mitragliatrici Hotchkiss Mle 1929 calibro 13,2 mm al posto del cannone Hispano-Suiza calibro 20 mm. Quest'ordine non fu mai espletato per l'insorgere di questioni relative alla forma di pagamento. Il 3 agosto 1937 il generale Chiang Kai-shek ordinò, tramite l'Office Français d'Exportation de Matériel Aéronautique, 24 caccia Dewoitine D.510 armati con mitragliatrici Darne Mle 1935 calibro 7,5 mm. La crisi di Monaco ritardò la consegna dei velivoli fino ai primi mesi del 1938, quando stavano già giungendo in Cina velivoli come i caccia Polikarpov I-16 e Curtiss Hawk III. Nel maggio dello stesso anno i 24 aerei arrivarono ad Hanoi e da lì furono trasferiti a Yunnan, in Cina. Volontari francesi accompagnarono i velivoli e con questi piloti furono formati il 41° ed il 42° Independent French Volunteer Squadrons. Gli aerei ricevettero le matricole seriali da P-5901 a P-5924 ed ebbero come armamento un cannone Hispano-Suiza da 20 mm sparante attraverso il mozzo dell'elica e due mitragliatrici Browning da 7,7 mm alari.
I caccia presero parte alla difesa di Wuhan, ma sembra che gli aerei non siano mai stati impegnati in alcun combattimento con i velivoli giapponesi.

Il 28 settembre 9 bombardieri Mitsubishi G3M del Takao Kokutai provenienti da Formosa attaccarono l'aeroporto di Kunming. Tre caccia D.510 e due Curtiss Hawk II decollarono per intercettarli, ma i bombardieri riuscirono ad oltrepassare la formazione cinese colpendo duramente l'aeroporto. Circa 60 persone, la maggior parte dei quali familiari dei piloti che non avevano potuto essere evacuati in tempo, rimasero uccise. Nell'ottobre dello stesso anno il reparto venne sciolto e tutti i piloti volontari furono rispediti in Francia. I Dewoitine D.510 furono consegnati alla scuola di volo di Kunming per essere usati come addestratori avanzati.
Nel giugno 1939 il 17th Fighter Squadron fu trasferito a Kunming venendo equipaggiato con 12 caccia Dewoitine D.510. Il 25 ottobre 1939, durante un'incursione mattutina dei bombardieri Mitsubishi G3M giapponesi, una forza mista di 13 caccia cinesi cercò di intercettare i velivoli incursori. Fra di loro vi erano due caccia D.510 del 17th Fighter Squadron. Un'ora più tardi, alle 11.57, un'ulteriore forza di undici caccia, inclusi tre D.510 (ma due ebbero guasti al motore), venne fatta decollare per intercettare i bombardieri nemici. L'intercettazione non riuscì in quanto i bombardieri evitarono il combattimento.
Il 4 novembre 1939 due grandi formazioni di bombardieri Mitsubishi G3M vennero intercettate vicino a Chengdu da 7 caccia D.510 del 17th Fighter Squadron e da 7 Polikarpov I-15 del 27th Fighter Squadron. Il capitano Shen Tse-Liu era al comando della formazione di caccia Dewoitine. Gli I-15, avendo il vantaggio della quota, attaccarono la formazione giapponese per primi, eseguendo molti passaggi a fuoco. Fu poi la volta dei D.510. L'esperienza in addestramento aveva mostrato che durante la picchiata il cannone Hispano-Suiza aveva tendenza a bloccarsi a causa dall'insufficiente tensione delle munizioni nel tamburo di alimentazione. Il capitano Shen eseguì un riuscito attacco sul bombardiere G3M di testa, pilotato dal capitano Okuda del 13° Kokutai. Il capitano Shen mise a segno numerosi colpi alla radice alare del bombardiere, che prese fuoco precipitando in picchiata. L'aereo perse entrambe le ali e cadde nell'area di Lanchou. Il capitano Shen ed altri piloti cinesi girarono allora in tondo alla ricerca di ulteriori bersagli nemici, attaccando successivamente alcuni velivoli giapponesi nella parte posteriore. I caccia cinesi, tuttavia, ricevettero molti colpi a bersaglio da parte delle mitragliatrici difensive posteriori degli aerei avversari. Il fuoco di ritorno colpì due velivoli cinesi, il D.510 (matricola P-5921), pilotato da Shen Tse-Liu, subì tali danni al propulsore da costringerlo ad un atterraggio di emergenza in cui il pilota rimase ferito. Il D.510 (matricola P-5924), pilotato dal tenente Chen Kwei-min, ricevette dei colpi di mitragliatrice nel serbatoio del combustibile, ma il pilota fu capace di far atterrare l'aereo senza problemi. Durante questo combattimento altri tre caccia D.510, pilotati da Liu Jingong, Chen Xungwen e Li Bocheng, ebbero i cannoni inceppati a causa del problema sopra descritto. Nonostante gli attacchi portati da parte dei caccia cinesi, i bombardieri Mitsubishi G3M sganciarono più di 200 bombe sul campo d'aviazione di Wengjiang, a sud-ovest di Chengdu. Durante il bombardamento altri due caccia Dewoitine rimasero danneggiati a terra.
Il 4 ottobre 1940 i bombardieri giapponesi attaccarono nuovamente l'aeroporto di Chengdu. Per intercettarli decollò una formazione mista di caccia cinesi condotta dallo Squadron Leader Chang Guanming, C.O. del 32nd Fighter Squadron. Tra questi vi erano due caccia D.510 del 3rd Air Group. Nel corso del combattimento con i caccia A6M Zero della scorta, due velivoli cinesi andarono perduti. I caccia intercettori non poterono evitare che i bombardieri raggiungessero l'obiettivo, che fu pesantemente colpito. Sull'aeroporto andarono distrutti al suolo ulteriori 14 aerei, mentre un altro D.510 rimase danneggiato.
Alle ore 10.45 del 26 ottobre 1940 gli incursori giapponesi si avvicinarono a Guangan, mentre il 3rd Air Force Command di Chongquig diede ordine di evacuare, per sicurezza, tutti i caccia dal campo d'aviazione di Gonglai. Tra questi vi erano due D.510 del 3rd Air Group, che vennero impegnati in combattimento dai A6M Zero, giapponesi senza riportare alcun danno.

### Giappone
Interessata alla potenza di fuoco del caccia Dewoitine D.510, e grazie ai buoni rapporti intrattenuti con le autorità giapponesi dall'industriale Émile Dewoitine, l'industria aeronautica Mitsubishi ordinò, nel novembre 1934, un caccia D.510-1J destinato all'Aviazione della Marina Imperiale (designato localmente N.2J) Un altro velivolo in versione terrestre, designato D.510-2J (localmente AXD1), fu ordinato direttamente dall'Aviazione dell'Esercito Imperiale. I due aerei furono inviati in Giappone, via nave, nel settembre 1935. I due apparecchi erano in versione da addestramento, armati di cannone Hispano-Suiza da 20 mm e mitragliatrici Darne da 7,5 mm. Il pilota collaudatore Marcel Doret li collaudò personalmente in volo, il 25 giugno (D.510-2J) e 25 luglio (D.510-1J). Gli aerei vennero ufficialmente consegnati tra il settembre e l'ottobre del 1935. Su questi due velivoli furono complessivamente addestrati sei piloti della Marina Imperiale e quindici dell'Esercito. La sorte finale dei due aerei è ignota. Gli ingegneri giapponesi della fabbrica Nakajima, con l'assistenza di tecnici della Dewoitine, realizzarono un velivolo ispirato al caccia francese, designato Ki-12.

### Gran Bretagna

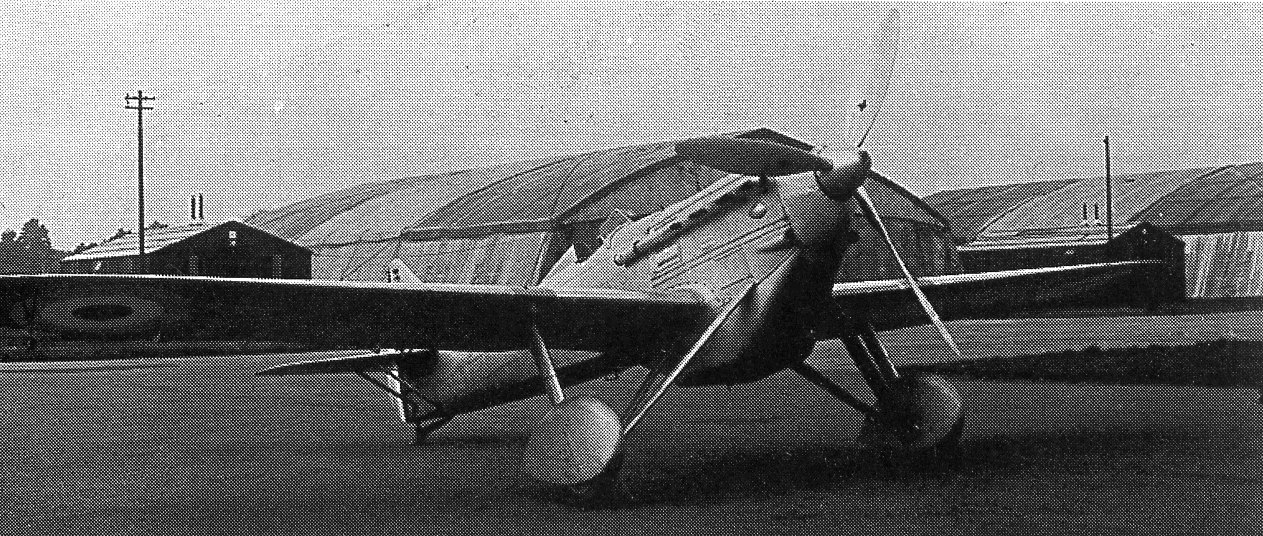
Dewoitine 510 (RAF serial L4670) a Martlesham Down nell'ottobre 1936, con motore Hispano-Suiza 12Ycrs.

La Royal Air Force si interessò al concetto di canon moteur, ed il 30 marzo 1936 ordinò un esemplare di D.510A per effettuare le opportune valutazioni. L'esportazione di questo materiale, giudicato riservato dal governo francese, venne autorizzato il 7 agosto 1936 e l'aereo volò per la prima volta il 19 dello stesso mese. Il 21 agosto il velivolo decollò da Villacoublay, raggiungendo Martlesham Heath sede dell'Aircraft and Armament Experimental Establishment (A&AEE). L'aereo giunse totalmente privo dell'armamento (cannone e mitragliatrici), che dovevano essere acquistati separatamente dall'Air Ministry. Inoltre il velivolo era dotato del propulsore Hispano-Suiza 12Ybrs invece che del 12Ycrs inizialmente previsto. Dopo aver svolto i test di accettazione il 18 gennaio 1938 l'aereo (immatricolato L4670) venne consegnato al Royal Aircraft Esthablishment (R.A.E.) di Farnborough. Al R.A.E. l'aereo effettuò solamente cinque voli, durante l'ultimo dei quali rimase seriamente danneggiato al radiatore. L'aereo fu giudicato non riparabile e venne definitivamente radiato il 31 ottobre 1938, dopo solo 51 ore e 30 minuti di volo al suo attivo.

### Spagna

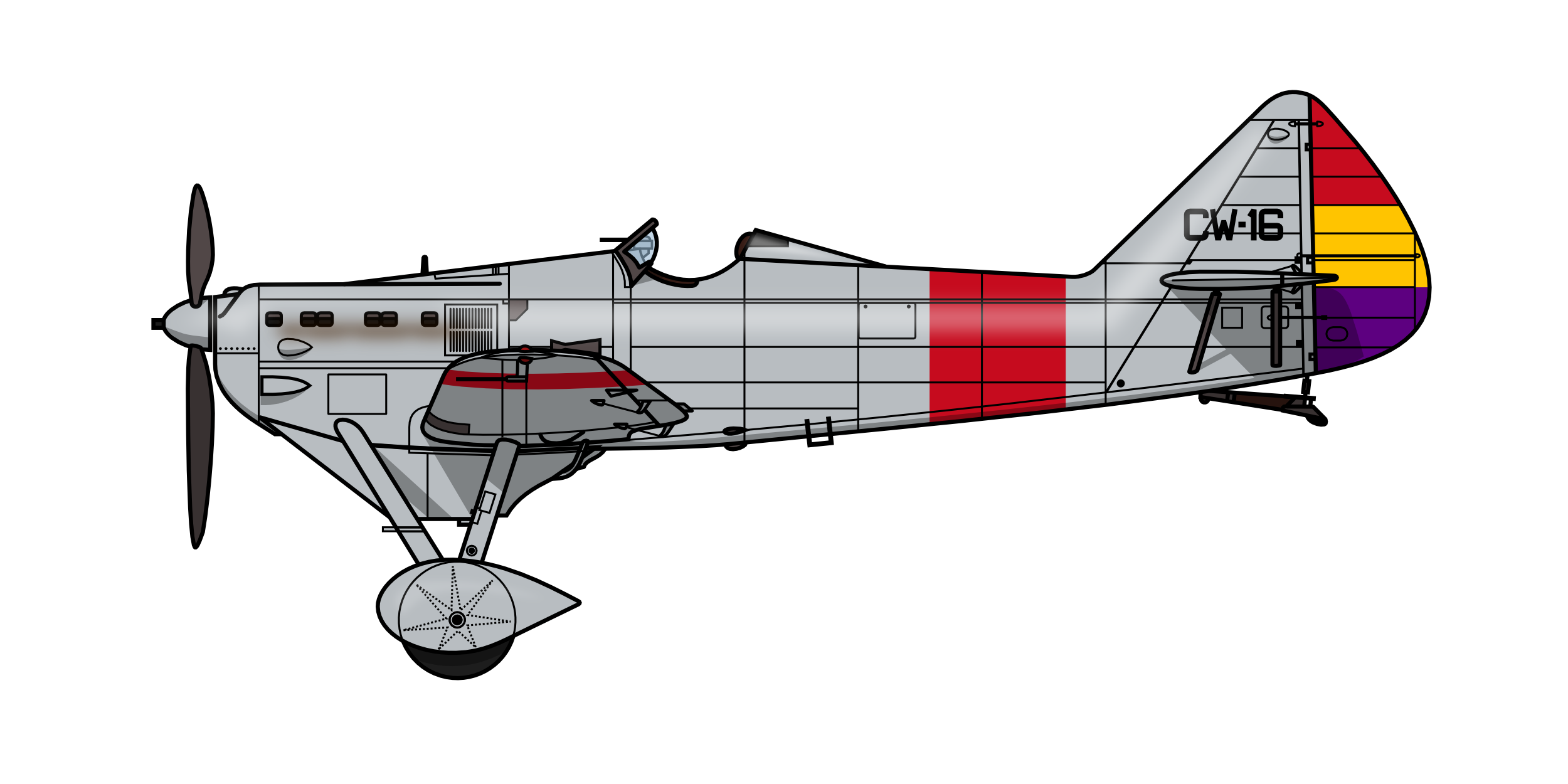
Profilo del Dewoitine D.510TH numero 26. Questo aereo venne impiegato dall'aviazione della Spagna repubblicana durante la guerra civile spagnola. (Il numero 16 sulla deriva non è sicuro).

Nel 1936, con lo scoppio della rivolta nazionalista, il governo francese accettò di fornire aerei da combattimento alla Repubblica di Spagna. I rappresentanti del governo spagnolo contattarono la Lioré et Olivier richiedendo di acquistare i caccia D.510T incompleti dell'ordine turco, mai evaso. Il governo francese decise di fornire alla Fuerzas Aéreas de la República Española 7 caccia D.501, dell'originaria fornitura destinata alla Lituania, e solo 2 caccia D.510TH commissionati dalla Turchia. La vendita negoziata da Jean Moulin, capo di gabinetto del ministro dell'aviazione Pierre Cot, avvenna tramite un giro fittizio al Regno hascemita dell'Hegiaz (così come quelle dei Liore 46 e Dewoitine D.371/D.372). I sette D.501 non furono mai consegnati mentre, effettivamente, dopo la metà del 1936 arrivarono in Spagna i due caccia D.510TH. I due velivoli ricevettero l'immatricolazione militare spagnola 26TH e 27TH, ma il loro invio in Spagna si rivelò problematico, concludendosi solamente nel dicembre dello stesso anno.
La consegna di questi aerei diede luogo ad uno scandalo politico, in quanto la destra francese montò ad arte uno scandalo presso l'Assemblea Nazionale. Il governo francese richiese quindi il ritorno in patria dei motori Hispano-Suiza 12Ycrs e dell'armamento installato sui due velivoli. Gli aerei furono parcheggiati in un hangar dell'aeroporto di Sabadell. Vista l'impossibilità di dotare i velivoli degli originari motori Hispano-Suiza, i due aerei rimasero parcheggiati in un hangar per più di un anno. Verso la fine del 1937 i meccanici spagnoli decisero di installare sugli aerei dei propulsori sovietici Klimov M-100 (copia sovietica dell'originario propulsore Hispano-Suiza HS.12Y) prelevati da un bombardiere Tupolev SB abbattuto. Sui due aerei venne installato un armamento basato su due mitragliatrici PV-1 da 7,62 mm. I due caccia D.510 furono consegnati alla 1ª Escuadrilla del Grupo 71 de Defesa de Costas, assegnato alla difesa litoranea del Levante. Gli aerei non ebbero mai occasione di scontrarsi con i velivoli nazionalisti avversari, come i caccia biplani Fiat C.R.32, Heinkel He 51, o i monoplani Messerschmitt Bf 109. L'unica, casuale, vittima dei due caccia fu un idroricognitore nazionalista Heinkel He 59 del reparto AS.88, abbattuto il 21 marzo 1938 dal sergente José Sarrió Calatayud. Verso la fine del 1938 un aereo si danneggiò irreparabilmente in fase di atterraggio, e l'altro fu distrutto sulla pista durante un bombardamento aereo avversario il 3 febbraio 1939.

### Turchia
Il governo turco ordinò 36 caccia D.510T (T, per Turchia) dotati di un armamento su due mitragliatrici Colt calibro 7,92 mm, quattro lanciabombe, equipaggiamento completo per il volo notturno, e un proiettore installato all'esterno del carrello d'atterraggio. Le officine Lioré et Olivier di Argenteuil costruirono un primo lotto di sette fusoliere, mentre il resto della cellula e l'assemblaggio finale dovevano avvenire presso le officine della Société Aéronautique Française - Avions Dewoitine di Tolosa. Il primo D.510T di serie volò per la prima volta il 27 aprile 1935. Tra il luglio e l'agosto dello stesso anno l'aereo venne presentato alle autorità militari turche dal collaudatore Jean Doumerc. La presentazione in volo non fu all'altezza delle aspettative ed il governo turco annullò l'ordine quando erano stati costruiti due velivoli, acquistando al loro posto i caccia polacchi PZL P.24.

### Unione Sovietica
Nell'agosto 1934 una delegazione commerciale sovietica si recò in visita alla Lioré-et-Olivier per chiedere informazioni relativamente al caccia D.500 dotato di motore Hispano-Suiza 12Xcres o 12Yrcs. Il 3 settembre 1935 la medesima delegazione ordinò alla fabbrica Lioré-et-Olivier un caccia Dewoitine D.510, costruito a partire da una cellula incompleta dell'ordine turco. Il prezzo del velivolo fu fissato in 610.920 franchi, più 1.200 franchi per le munizioni. L'aereo, designato D.510R, volò per la prima volta nelle mani del collaudatore Marcel Doret, il 12 febbraio 1936. Questo velivolo disponeva del medesimo armamento e equipaggiamento degli esemplari destinati alla Turchia. In particolare l'armamento era composto da un cannone Hispano-Suiza S.9 da 20 mm con 60 colpi e 2 mitragliatrici alari Darne da 7,7 mm con 600 colpi per arma. Durante i collaudi in volo eseguiti da Jean Doumerc l'aereo fece registrare una velocità massima di 389 km/h a 5 000 m.
Nel settembre 1936 il velivolo venne ufficialmente consegnato a Villacoublay ai rappresentanti sovietici, sei mesi oltre la data prevista sul contratto. Il velivolo fu trasferito in Unione Sovietica dove fu sottoposto ad estesi collaudi presso il centro di ricerca NII della Voenno-vozdušnye sily. Nell'ottobre dello stesso anno fu provato in volo dal celebre pilota acrobatico P. Stefanovsky. In seguito fu consegnato al dipartimento di studi del centro di ricerca aereo e idrodinamico (OELID TsAGI), con gli specialisti che si espressero in maniera lusinghiera sull'armamento del velivolo. L'aereo andò perso durante un volo di prova nel 1937. Il suo relitto venne trasferito all'officina n.156 per essere studiato approfonditamente.

## Versioni
- D.510: terza versione di serie, costruita in 120 esemplari per l'Armée de l'Air, dotata del nuovo motore Hispano-Suiza 12Ycrs da 860 hp (640 kW) ed armata con un cannone Hispano-Suiza HS.9 da 20 mm e 2 mitragliatrici MAC 1934 da 7,5  mm nelle ali. Primo volo il 14 agosto 1934[3].
- D.510T: nel 1934 il governo turco espresse l'interesse all'acquisto di caccia Dewoitine D.500. Gli aerei dovevano essere dotati dei motori Hispano-Suiza HS.12Xcrs o HS.12Ycrs, ed armati con cannoni Oerlikon S.9 da 20 mm. Ritardi sulle previste consegne portarono all'annullamento del contratto dopo che erano stati costruiti i primi due velivoli. In seguito i due aerei vennero consegnati al Governo Repubblicano della Spagna, che li acquistò ufficiosamente tramite il governo del Regno del Neged e dell'Hegiaz (la risultante del Sultanato del Neged e del Regno dell'Hegiaz, che diventerà successivamente l'odierna Arabia Saudita), con la designazione D.510TH.
- D.511: un prototipo costruito nel 1934, dotato di carlinga del D.500, ali più piccole e motore Hispano-Suiza HS.12Ycrs. Questo prototipo non volò mai e fu successivamente ricostruito come D.503.
- D.512: prevista versione dotata di cellula ridisegnata, e propulsore Rolls Royce Kestrel VI. Non realizzata in favore del D.513[21].
- D.513: un prototipo dotato di ala ed impennaggi a pianta ellittica, propulsore Hispano-Suiza 12Ycrs-1 da 890 CV, radiatore frontale, carrello retrattile verso l'esterno.
- D.514: un prototipo ricavato per conversione del precedente D.513, dotato di ala ed impennaggi a pianta ellittica, propulsore Hispano-Suiza 12Ycrs-1 da 890 CV azionante un'elica tripala, parte poppiera allungata, carrello retrattile verso l'interno.

## Utilizzatori
Repubblica di Cina
- Chung-Hua Min-Kuo K'ung-Chün

 Francia
- Armée de l'air

 Francia di Vichy
- Armée de l'air de l'armistice

 Spagna
- Fuerzas Aéreas de la República Española

 Unione Sovietica
- Sovetskie Voenno-vozdušnye sily

 Turchia
- Hava Müsteşarlığı

### Periodici
- Armi da guerra N.59
- (FR) Patrick Marchand, Junko Takamori, Dewoitine D.500-D.510, in Les Ailes de Gloire, No.13, Editeur D'Along, marzo 2004, ISBN 2-914403-18-6.
- (FR) Bartłomiej Belcarz, Les section de chasse Polonnaises improvisées en France en 1940, in Air Magazine, No.23, Parigi, TMA SARL, dicembre-gennaio 2004-2005.
- (FR) Philippe Listemann, Les D.500/D.510 a l'éxport, in Aéro-Journal, No.22, Aix-en-Provence, Aero-Editions International, dicembre-gennaio 2001-2002.
- (FR) Christian-Jacques Ehrengardt, Dewoitine D.500-510, in Aéro-Journal, No.40, Aix-en-Provence, Aero-Editions International, dicembre-gennaio 2004-2005.
- (FR) V. Kotelnikov, V. Kulokov, C. Cony, Les avions français en URSS, in Avions, No.104, Outreau, Lela Presse, 1º novembre 2001.